# Sidi Yahia
Sidi Yahia é uma vila situada na comuna de Djamaa, no distrito de Djamaa, província de El Oued, Argélia. A vila está localizada numa estrada local, levando a M'Rara, acerca de 4 quilômetros (2,5 milhas) ao oeste de Djamaa.